# Ignatio Francisco Alzina
Ignatio Francisco Alzina, španski jezuit, jezikoslovec in pisatelj.
Alzina je najbolj znan po tem, da je leta 1668 začel preučevati filipinsko kulturo, s poudarkom na pesništvu.